# Mazowe
Mazowe (ranije se zvala Mazoe) je rijeka u Zimbabveu i Mozambiku.
Rijeka izvire sjeverno od Hararea, teče prema sjeveru, a zatim prema sjeveroistoku, gdje čini dio granice s Mozambikom i utječe u rijeku Luenhu, pritoku rijeke Zambezi. Mazowe ima sliv od oko 39,000 km2. Godine 1920. izgrađena je brana Mazowe na rijeci 40 km sjeverno od Hararea za navodnjavanje farmi agruma.
Rijeka i njezini pritoci popularno su mjesto za ispiranje zlata i traženje drugih ruda, iako u kišnoj sezoni Mazowe postaje jaka bujica, često probijajući obale i nanoseći štetu lokalnim zajednicama i farmama.